# Wicd
Wicd, acronimo di Wireless Interface Connection Daemon, è un software libero per la gestione di reti wireless e via cavo per i sistemi operativi GNU/Linux.

## Sviluppo
La sua creazione è iniziata nel 2006 con il vecchio nome di Connection Manager.
Wicd non effettua un collegamento automatico a connessioni sconosciute, ma permette di utilizzare automaticamente una rete wireless specificata in precedenza.
Wicd è composto da un demone e da un'interfaccia grafica (o testuale) che comunicano tra di loro attraverso D-Bus. Solitamente il demone è configurato per essere avviato assieme al sistema: questa organizzazione permette quindi la modifica della connessione in uso senza dover necessariamente ottenere privilegi dell'utente root. Oltre a ciò, la separazione tra front-end e back-end permette lo sviluppo di ulteriori interfacce utente.
Come il suo analogo NetworkManager, Wicd contempla quindi diverse interfacce per venire incontro ai diversi desktop environment: esse tendono ad avere dipendenze più limitate rispetto alle analoghe interfacce di NetworkManager, e ad esempio l'interfaccia grafica per GNOME può essere utilizzata sotto XFCE senza la necessità di installare librerie aggiuntive.
Wicd è attualmente incluso in alcune distribuzioni GNU/Linux, come Sabayon Linux, Slackware, Zenwalk Linux, Arch Linux, Gentoo Linux, Fedora, Ubuntu e Debian.